# Liste der Baudenkmale in Dahmen
In der Liste der Baudenkmale in Dahmen sind alle denkmalgeschützten Bauten der Gemeinde Dahmen (Mecklenburg-Vorpommern) und ihrer Ortsteile aufgelistet (Stand 10. Februar 2021).

## Legende
In den Spalten befinden sich folgende Informationen:
- ID-Nr: Die Nummer wird von den Denkmalämtern der Landkreise vergeben. Wenn sie nicht bekannt ist, bleibt die Spalte leer. In dieser Spalte kann sich zusätzlich das Wort Wikidata befinden, der entsprechende Link führt zu Angaben zu diesem Denkmal bei Wikidata.
- Lage: die Adresse des Denkmales und die geographischen Koordinaten.
Link zu einem Kartenansichtstool, um Koordinaten zu setzen. In der Kartenansicht sind Denkmale ohne Koordinaten mit einem roten bzw. orangen Marker dargestellt und können in der Karte gesetzt werden. Denkmale ohne Bild sind mit einem blauen bzw. roten Marker gekennzeichnet, Denkmale mit Bild mit einem grünen bzw. orangen Marker.
- Bezeichnung: Bezeichnung, so wie sie in den offiziellen Listen der Denkmalämter steht. Ein Link hinter der Bezeichnung führt zum Wikipedia-Artikel über das Denkmal. Wenn die Bezeichnung der Denkmalämter inhaltlich fehlerhaft ist, ist in der Spalte „Beschreibung“ darauf hinzuweisen.
- Beschreibung: Beschreibung des Denkmales
- Bild: ein Bild des Denkmales und gegebenenfalls einen Link zu weiteren Fotos des Denkmals im Medienarchiv Wikimedia Commons

## Denkmalbereich
| ID | Lage                             | Bezeichnung                    | Beschreibung | Bild                           |
| -- | -------------------------------- | ------------------------------ | --- | ------------------------------ |
|    | Dahmen, Seestraße 1 - 32 (Karte) | Werkssiedlung der Zuckerfabrik | Die Zuckerfabrik in Dahmen ging 1875 in Betrieb. Neben dem Fabrikgelände entstand eine Werkssiedlung für Arbeiter. Die Zuckerfabrik ging Anfang des 20. Jahrhunderts außer Betrieb, die Wohnhäuser wurden weiterhin als Wohnraum genutzt. | Werkssiedlung der Zuckerfabrik |

## Baudenkmale nach Ortsteilen

### Dahmen
| ID   | Lage                     | Bezeichnung                                                                | Beschreibung | Bild                                 |
| ---- | ------------------------ | -------------------------------------------------------------------------- | --- | ------------------------------------ |
| 0582 | Dorfstraße 14/16 (Karte) | Wohnhaus (Jugendherberge) mit Stall                                        | Das Gebäude war, wie die anderen denkmalgeschützten Wohnhäuser in der Dorfstraße, ein Wohnhaus für Beschäftigte der Zuckerfabrik. Es entstanden um 1890. Bis 2015 wurde es als Jugendherberge genutzt. | Wohnhaus (Jugendherberge) mit Stall  |
| 0583 | Dorfstraße 20 (Karte)    | Wohnhaus                                                                   | Zweigeschossiges, neunachsiges Haus mit Mittelrisalit und flachem Satteldach mit Teerpappendeckung. | Wohnhaus                             |
| 0584 | Dorfstraße 22 (Karte)    | Wohnhaus                                                                   | Zweigeschossiges, neunachsiges Haus mit Mittelrisalit und flachem Satteldach mit Teerpappendeckung. Nr. 22 ist das Haus vorn rechts im Bild.                                                           | Wohnhaus                             |
| 0585 | Dorfstraße 24/26 (Karte) | Wohnhaus                                                                   | | Wohnhaus                             |
| 0587 | (Karte)                  | Kirche mit Glockenstuhl, Friedhof, Soldatengrab und Kriegerdenkmal 1914/18 | | Weitere Bilder                       |
| 0588 | Philosophenweg 3 (Karte) | Speicher der ehemaligen Zuckerfabrik                                       | | Speicher der ehemaligen Zuckerfabrik |

### Barz
| ID   | Lage               | Bezeichnung                       | Beschreibung | Bild |
| ---- | ------------------ | --------------------------------- | ------------ | ---- |
| 0540 | Barz 1/2/3 (Karte) | Gutsanlage mit Gutshaus und Katen |              |      |

### Großen Luckow
| ID   | Lage                             | Bezeichnung                                                                                      | Beschreibung | Bild                                                                                             |
| ---- | -------------------------------- | ------------------------------------------------------------------------------------------------ | ------------ | ------------------------------------------------------------------------------------------------ |
| 0762 | Parkstraße, Lindenstraße (Karte) | Gutsanlage mit, Park, Inspektorenhaus, Remise, Scheune (1899), Speicher (1910) und Stellmacherei |              | Gutsanlage mit, Park, Inspektorenhaus, Remise, Scheune (1899), Speicher (1910) und Stellmacherei |
| 0763 | Landstraße nach Malchow          | Meilenstein                                                                                      |              |                                                                                                  |
| 0764 | Lindenstraße (Karte)             | Rundscheune                                                                                      |              |                                                                                                  |

### Neu Ziddorf
| ID   | Lage                  | Bezeichnung                  | Beschreibung | Bild |
| ---- | --------------------- | ---------------------------- | ------------ | ---- |
| 0848 | Neu Ziddorf           | Dorfanger mit ehem. Backhaus |              |      |
| 0849 | Neu Ziddorf 4 (Karte) | Niedersachsenhaus            |              |      |

### Rothenmoor
| ID   | Lage                          | Bezeichnung                                     | Beschreibung | Bild                                            |
| ---- | ----------------------------- | ----------------------------------------------- | --- | ----------------------------------------------- |
| 0886 | Alte Dorfstraße 25 (Karte)    | Wohnhaus                                        | |                                                 |
| 0887 | Burgtalweg 1/3 (Karte)        | Wohnhaus                                        | Ehemals als Wirtschaftshaus des Gutes Rothenmoor 1899 erbaut. Nach dem 2. Weltkrieg als Wohnhaus genutzt. In den Neunzigerjahren umfassend denkmalgerecht restauriert.           |                                                 |
| 0885 | Alte Dorfstraße (Karte)       | Torscheune                                      | |                                                 |
| 0888 | Schwarzer Weg 2 (Karte)       | Gesellschaftshaus                               | Inspektorhaus auch Parkhaus genannt. |                                                 |
| 0889 | Alte Dorfstraße 36/38 (Karte) | Gutshaus mit Park                               | Unsanierter, 2-gesch. Putzbau vom 17. Jh. in U-Form mit 2 Seitenflügel von der Mitte des 19. und Anfang des 20. Jh.                                                              | Gutshaus mit Park                               |
| 0890 | Rothenmoor 1 (Karte)          | Schmiedegehöft mit Wohnhaus, Stall und Schmiede | Nach einem Brand des mit Reet gedeckten Vorgängerbaus neu errichtet. Wohnung des Schmiedemeisters und Schmiede mit Stallgebäude. Später auch vorübergehend mit einer Tankstelle. | Schmiedegehöft mit Wohnhaus, Stall und Schmiede |

### Ziddorf
| ID   | Lage                      | Bezeichnung                                                       | Beschreibung | Bild                                                              |
| ---- | ------------------------- | ----------------------------------------------------------------- | ------------ | ----------------------------------------------------------------- |
| 1178 | Mühlenstraße 8/10 (Karte) | Wassermühle mit den Resten der ehemaligen Wassertechnik und Stall |              | Wassermühle mit den Resten der ehemaligen Wassertechnik und Stall |
| 1179 | Am Anger 8                | Friedhof mit Glocke                                               |              |                                                                   |
| 1180 | Gutsweg 10 (Karte)        | Gutsverwalterhaus                                                 |              |                                                                   |

## Ehemalige Baudenkmäler

### Dahmen
| ID | Lage                  | Bezeichnung      | Beschreibung | Bild |
| -- | --------------------- | ---------------- | ------------ | ---- |
|    | Dorfstraße 30 (Karte) | Villa mit Remise |              |      |

## Quelle
Denkmalliste des Landkreises Rostock A ‐ Z (Stand: 10. Februar 2021; PDF, 497 KB)